# 子凌蒲桃
子凌蒲桃（学名：Syzygium championii）为桃金娘科蒲桃属的植物。分布于越南以及中国大陆的广西、广东等地，见于中海拔的常绿林里，目前尚未由人工引种栽培。

## 别名
子凌树（海南）